# Постоянен епитет
Постоянен епитет е вид епитет, установен от незапомнени времена при определено съществително име, с което почти се е „сраснал“ във фразеологично отношение.
Постоянните епитети поначало определят най-характерното качество на даден предмет, но с течение на времето смисълът се загубва и словосъчетанието започва да се клишира: така гората се оказва зелена не само през пролетта, но и през всеки годишен сезон; момата във всички случаи е хубава, а юнакът винаги е млад. Като други примери за постоянни епитети се дават изразите „черни очи еленови“, „дълги клепки босилкови“, „тънка снага самодивска“.
Постоянните епитети са характерни за българското народно словесно творчество и дължат разпространението си на културно-историческата традиция на устното му разпространение. Под влияние на фолклора много от традиционните постоянни епитети навлизат и в личното творчество. Примери могат да се посочат с лириката на Христо Ботев, Пенчо Славейков, Кирил Христов, Елисавета Багряна, Трифон Кунев.